# Richard Ely

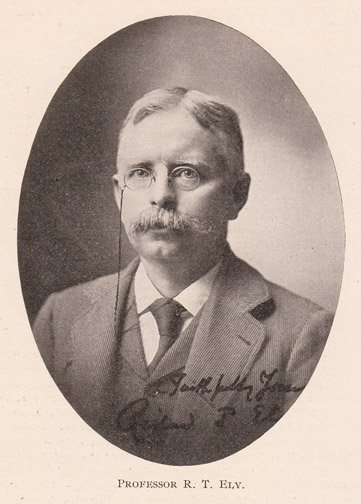
Richard Ely

Richard Theodore Ely (* 13. April 1854 in Ripley, New York; † 4. Oktober 1943 in Old Lyme, Connecticut) war ein US-amerikanischer Ökonom und eine Leitfigur des Progressive Movement und des Social Gospel, die als Reaktionen auf die negativen Auswirkungen eines ungezügelten Kapitalismus gegründet wurden und in den USA als gesellschaftliches Leitbild einen hohen Stellenwert erlangten.

## Leben
Richard Ely studierte zunächst an der Columbia University und promovierte anschließend an der Universität Heidelberg. Stark geprägt durch Karl Knies und die Historische Schule kehrte er im Jahre 1881 in die USA zunächst an die Johns Hopkins University zurück, an der er bis zum Jahre 1892 wirkte. Anschließend lehrte er an der University of Wisconsin–Madison.
In Anlehnung an den Verein für Socialpolitik gründete er die American Economic Association, deren Präsident er im Zeitraum 1899 bis 1901 war.
1925 gründete er die Zeitschrift Journal of Land and Public Utility Economics.

## Werke
- French and German Socialism in modern times. New York 1883.
- Socialism; an examination of its nature. London 1884.
- Recent American Socialism. Murray, Baltimore 1885.
- The labor movement in America. Crowell, New York 1886.
- Taxation in American States and Cities (1888)
- The needs of the City. New York 1889.
- Outlines of Economics (1893)
- Monopolies and Trusts (1900)
- Studies in the Evolution of Industrial Society (1903)
- Property and Contract (1914)